# ポモナ (小惑星)
ポモナ (32 Pomona) は、太陽系の比較的大きな小惑星のひとつ。火星と木星の間の軌道を公転している。

## 命名
ローマ神話に登場する果樹を司る女神ポーモーナの名前に由来する。